# جون فورد (لاعب كرة قدم)
جون فورد (بالإنجليزية: Jon Ford)‏ (12 أبريل 1968 في المملكة المتحدة - ) هو لاعب كرة قدم بريطاني في مركز الدفاع. لعب مع برادفورد سيتي وسوانزي سيتي ونادي بارنت ونادي غيلينغهام وHalesowen Town F.C. ‏ ونادي كيدرمينستر هاريرز لكرة القدم وبرومزغروف روفرز ‏ ونادي تلفورد يونايتد ونادي ستوربريدج وCradley Town F.C. ‏.

## وصلات خارجية
- جون فورد على موقع قاعدة بيانات كرة القدم.إي يو (الإنجليزية)